# Santiago del Río
Santiago del Río è un comune del Messico, situato nello stato di Oaxaca.